# The Higher Law
The Higher Law er en amerikansk stumfilm fra 1911 af George Nichols.